# 芒特德瑟特 (緬因州)
芒特德瑟特（英語：Mount Desert）是一個位於美國緬因州漢考克縣的市鎮。

## 人口
根據2020年美國人口普查的數據，芒特德瑟特的面積為142.14平方千米，當中陸地面積為95.52平方千米，而水域面積為46.62平方千米。當地共有人口2146人，而人口密度為每平方千米15人。